# Гагаузы в Греции
Гагаузы в Греции — одна из крупнейших по численности диаспор гагаузов за пределами Гагаузии. Их поселения в основном сосредоточены в периферийной единице Эврос в периферии Восточная Македония и Фракия, а их религией является православие.

## Язык
Культурно-этнические особенности гагаузов Греции проявляются в диалектах гагаузского языка, а также в локальных различиях в духовной и бытовой культуре. Из гагаузских говоров вулканештский говор наиболее близок к языку греческих гагаузов. Гагаузский язык знают в основном поколение старше 50 лет.

## Религия
Греческие гагаузы все являются христианами, абсолютное большинство исповедует православие.

## Расселение
В Греции гагаузы разделяются на три группы:
1. Переселенцы из Восточной Фракии. Это самая большая группа гагаузских сел расположена на севере Греции (в периферийное единице Эврос), в селах вокруг городов Орестиас и Дидимотихон
2. Те же переселенцы из восточной Фракии. Только они обосновалась в греческой Македонии.
3. Третья группа гагаузов — коренные жители греческой Македонии.

### Первая группа
В Восточной Фракии гагаузы жили до 1923 года, примерно в 26 сёлах.
После греко-турецкой войны победа была за турками, и в 1923 году между этими двумя государствами было подписано соглашение, по которому Афины и Анкара обязуются обменяться друг с другом христианским и мусульманским населением. Следую этому договору 1 миллион христиан (в основном это были греки) покинули Малую Азию (Турцию) (среди них были и гагаузы) и поселились на новых землях в Греции, и 500 тысяч мусульман и турок покинули Грецию и поселились в Турции.

#### Поселения в Греции
Гагаузы, выселенные из Восточной Фракии, поселились в городах Орестиас и Дидимотихон и в близлежащих сёлах (северная часть периферийной единицы Эврос.

##### Сёла вблизи города Орестиас
- Аммовуно (Αμμόβουνο) - 59 семей
- Арзос
- Ипсос (¶ρζος)- 33 семьи
- Валтос (Βάλτος) - 23 семьи
- Дилофос (Δίλοφος) - 24 семьи
- Турион — 194 семей
- Кавили (Καβύλη) - 2 семьи
- Канадас (Καναδάς) - 63 семей
- Керамос (Κέραμος) - 16 семей
- Клисо (Κλεισώ) - 94 семьи
- Криос (Κριός) - 1 семья
- Кипринос (Κυπρίνος) - 6 семей
- Лепти (на гагаузском: индже кёй) (Λεπτή) - 15 семей
- Инои (Οινόη) - 237 семей
- Орменио (Ορμένιο) - 6 семей
- Пали (Πάλη) - 7 семей
- Плати (Πλάτη) - 7 семей
- Пиргос (Πύργος) - 85 семей
- Сагини (Σαγήνη) - 244 семьи
- Саккос (Σάκκος) - 1 семья
- Спилео (Σπήλαιο) - 30 семей
- филакио (Φυλάκιο) - 34 семьи
- Аморио - ?

##### Сёла вблизи города Дидимотихон
- Асвестадес (Ασβεστάδες) - 3 семьи
- Евгенико (Ευγενικό) - 22 семьи
- Кости (Κωστή) - 12 семей
- Пулия(Пуля-?) (Πουλιά) - 2 семьи
- Савра (Σαύρα) - 12 семей.

### Вторая группа
Часть гагаузов из Восточной Фракии обосновалась в греческой Македонии, они основали новые села Хрисохорафа и Неа Каллисти. Жители этих сел — в основном переселенцы из Турции, из с. Кара Халил, что в окрестностях г. Кыркларели (Лозенград).

#### Сёла
- Калохори, Лангадас, Периволаки (район Салоники)
- Зихни, Неа Зихни, Газорос, Агиос Христофорос, Мандили, Месорахи, Димира, Толос, Метала и Дафнуди, Старое Серре (ном Серре)
- Асомати, Состис, Неа Калисти (ном Родопи)
- Харитомени (Драма)

В начале XX века только в Сере проживало 3700 гагаузов. Из них Харитомени и Дафнуда — гагаузско-болгарские сёла, а Зихни, Газорос и Толос — гагаузско-греческие сёла.
Сёла Неа Зихни, Старое Серре, Месорахи и Метала — полностью гагаузские.

### Третья группа
Третья группа проживает в греческой Македонии, в селе Неа Зихни, но здешние гагаузы, в отличие от первых двух групп, являются коренными жителями этой местности.

## Национальный костюм

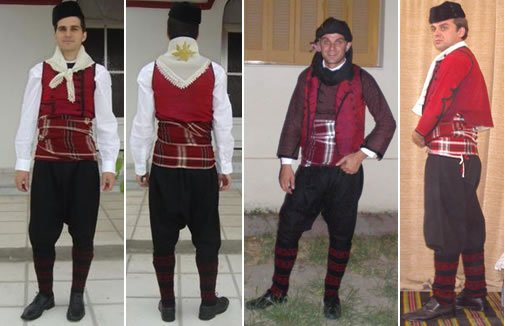
Мужской костюм

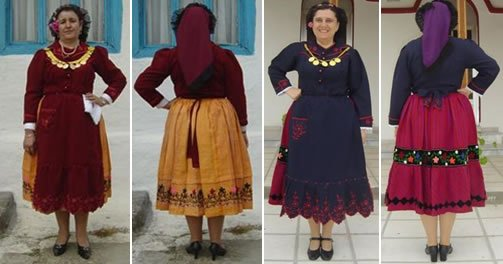
Женский костюм

Между греческими и бессарабскими гагаузами наблюдаются некоторые различия  в народном костюме. В музее г. Александрополиса представлены мужские и женские костюмы гагаузов. Эти костюмы, по мнению специалистов историко-этнографического музея указанного города, характерны для жителей Фракии. Большая коллекция гагаузских народных костюмов собрана в историко-этнографическом музее г. Неа Орестиада. Костюмы этнографических танцевальных коллективов из каждого гагаузского села имеют свои особенности: цвет ткани, узоры, вышивка, кружева, покрой и т.д. Богатство и яркость женских костюмов греческих гагаузов отличается от женских костюмов гагаузов Бессарабии, где преобладают сдержанные тона. В мужском костюме греческих гагаузов привлекают внимание широкие пояса яркой расцветки и ножи в ножнах, которые мужчины носили за поясом.

## Известные личности
- Христос Козаридис — греческий исследователь.
- Купчу, Армен — революционер, член елиномакедонского комитета и участник в борьбе за Македонию.
- Яннис Станкоглу — греческий актёр (из села Турио).